# Charles McLaren (1er baron Aberconway)
Charles Benjamin Bright McLaren (12 mai 1850 - 23 janvier 1934), connu sous le nom de Charles McLaren, est un juriste écossais, un industriel et un homme politique du Parti libéral.

## Jeunesse et éducation
Né à Édimbourg, McLaren est le fils du député Duncan McLaren et de Priscilla Bright . Priscilla est la troisième épouse de McLaren, et la fille de Jacob Bright et la sœur de l'homme d'État libéral John Bright et de la militante pour la tempérance Margaret Bright Lucas. Le député libéral Walter McLaren et la philanthrope Helen Priscilla McLaren, épouse du diététicien italien Andrea Rabagliati sont ses frères et sœurs propres. Le juge John McLaren est son demi-frère du premier mariage de son père et le docteur Agnès McLaren du second mariage de son père.
McLaren fait ses études à la Grove House School et étudie ensuite à l'Université de Heidelberg ainsi qu'à l'Université de Bonn . Il est finalement diplômé de l'Université d'Édimbourg avec mention très bien avec une maîtrise ès arts.

## Carrière politique

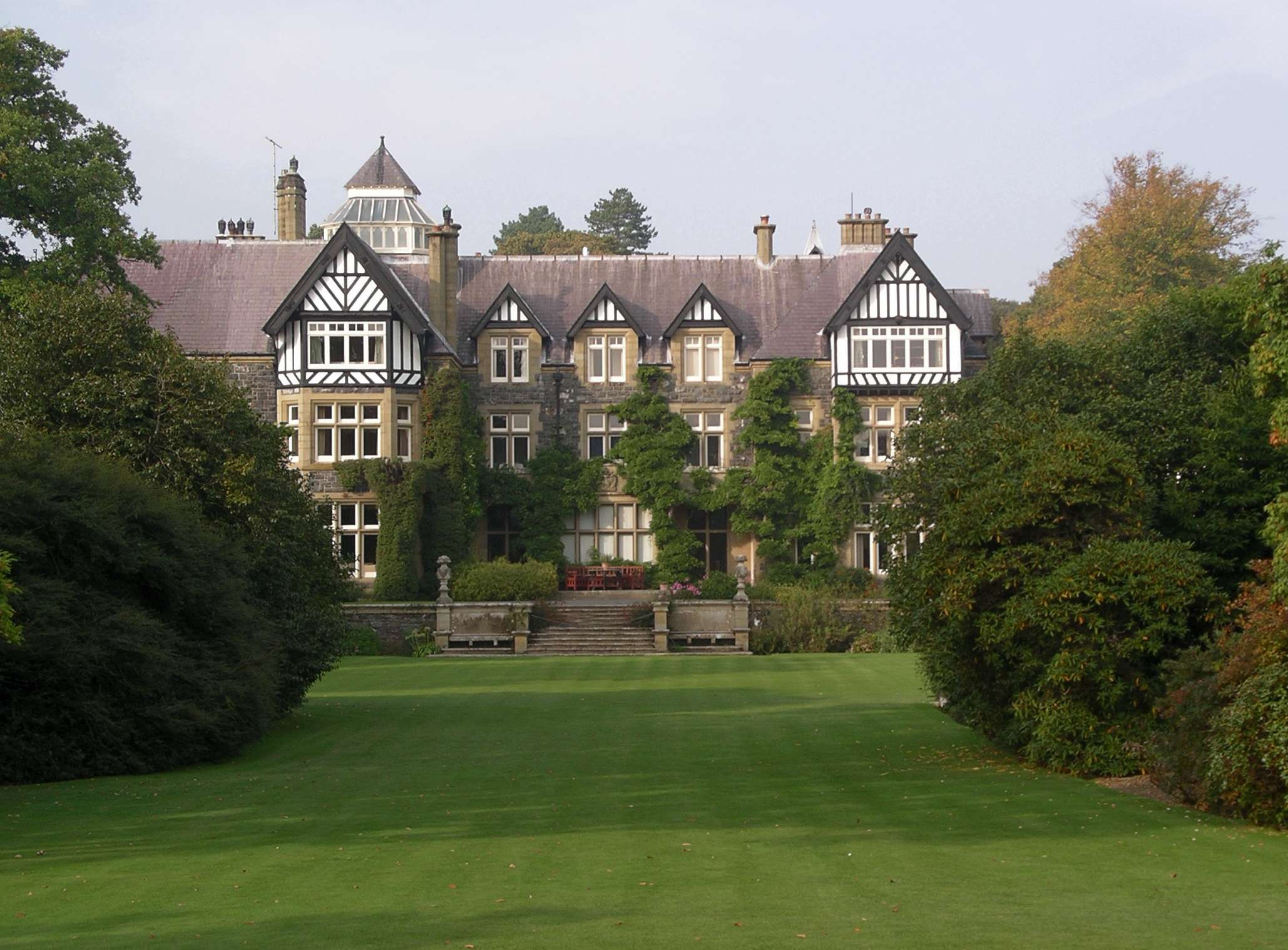
Bodnant House - propriété de la famille

McLaren commence sa carrière dans le journalisme, mais se tourne vers le droit et en 1874, il est admis à Lincoln's Inn en tant qu'avocat. En 1880, il est élu à la Chambre des communes comme député de Stafford, jusqu'en 1886. En 1892, il revient aux Communes en tant que député de Bosworth, qu'il représente jusqu'en 1910.
La carrière politique de McLaren avance au cours de son second mandat et, en 1897, il est nommé conseiller de la reine. Il est nommé baronnet dans la liste des distinctions honorifiques du couronnement de 1902 publiée le 26 juin 1902 pour le couronnement (ultérieurement reporté) du roi Édouard VII  et le 24 juillet 1902, il est créé baronnet, de Bodnant, dans le comté de Denbigh. Il est admis au Conseil privé en 1908 et occupe le poste de juge de paix dans le Middlesex, Flint, Denbighshire et Surrey. En 1911, un an après avoir quitté les Communes (son fils le remplace), il est élevé à la pairie du Royaume-Uni avec le titre de baron Aberconway, de Bodnant, dans le comté de Denbigh.
McLaren est décoré de la 3e classe de l'Ordre japonais du Trésor sacré et reçoit l'Ordre serbe de la Croix de Takovo . Il est Commandeur de l'Ordre grec du Sauveur.

## Carrière dans l'industrie
Son beau-père, un industriel de renom, décède en 1895 et McLaren s'implique de plus en plus dans la gestion des sociétés qu'il hérite de lui. Il devient président de la Tredegar Iron and Coal Company et de la British Iron Trade Association . McLaren préside également la Metropolitan Railway basée à Londres, et la société de construction navale John Brown & Company .

## Famille
Le 6 mars 1877, McLaren épouse Laura, la fille du chimiste Henry Davis Pochin et de la suffragette Agnes Pochin (en), à Westminster ; le couple a quatre enfants. Lui et sa femme sont voisins et amis de James McNeill Whistler, possédant plusieurs de ses œuvres.
Laura est décédée en 1933 et McLaren lui survit un an. Ils sont enterrés dans un mausolée appelé "Le Poème" dans le jardin de Bodnant, qui devient le lieu de sépulture traditionnel des Lords Aberconway . À sa mort en 1934, à Belgrave Square à Londres, la baronnie passent à son fils aîné, Henry McLaren (2e baron Aberconway). Son deuxième fils Francis siège également au Parlement du Royaume-Uni, mais est tué pendant la Première Guerre mondiale du vivant de son père. La fille aînée Florence Norman est une mondaine ainsi qu'une militante et épouse le journaliste Henry Norman, 1er baronnet. Sa sœur cadette Elsie est l'épouse de Edward Johnson-Ferguson, 2e baronnet.